# Klepu (Sudimoro)
Klepu is een bestuurslaag in het regentschap Pacitan van de provincie Oost-Java, Indonesië. Klepu telt 2508 inwoners (volkstelling 2010).